# Vägen till Stormskäret
Vägen till Stormskäret är skriven av Anni Blomqvist och utkom år 1968. Det är den första delen av fem i romansviten om Stormskärs Maja. Den handlar om Maja och hennes liv, från barndomen i Vestergårds i Simskäla på Åland, till livet som gift fiskarhustru på Stormskäret i Ålands skärgård (i verkligheten Väderskär). Hela romansviten om Stormskärs Maja utspelar sig 1842–1899. Blomqvist tecknar på ett skickligt sätt livsvillkoren för den åländska fiskarbefolkningen på 1800-talet. 

## Karaktärer
- Maria ”Maja” Mikelsdotter
- Sara Lisa – Majas mor
- Mickel – Majas far
- Anna – Majas storasyster
- Greta – Majas lillasyster
- Fia – Majas lillasyster
- Jan – Majas lillebror
- Anders – Majas lillebror
- Karl – Majas lillebror
- Erke – Jannes far
- Johan ”Janne” Eriksson – blivande make till Maja
- Gammel Olle – sitter på undantaget i Vestergård (Majas familjs gård)
- Ville – Vinterdräng på Vestergård
- Hindrik – dräng i Vestergård
- Rika – piga i Vestergård
- Magnus – pojke Maja är förtjust i
- Jan ”guffar” – talman och följer Maja med brudsäcken
- Vallborg ”gummor” – bor i Östergårds, vakar över den döende Sjöbergs farfar, tillsammans med Maja
- Sjöbergs farfar – döende, död

## Källa
- Blomqvist, Anni (1968). Vägen till Stormskäret. LT:s förlag. Libris 1278191